# Guraidhoo (Kaafu)
 Guraidhoo är en ö i Maldiverna.  Den ligger i den centrala delen av landet, 30 km söder om huvudstaden Malé. Geografiskt är den en del av Södra Maléatollen och tillhör den administrativa atollen Kaafu.